# Ioduro di acetile
Lo ioduro di acetile è un alogenuro acilico di formula  CH3C(O)I. Questo organoioduro è un liquido incolore fumante di odore pungente, formalmente derivato dell'acido acetico sostituendo l'ossidrile con un atomo di iodio. Nei laboratori è molto meno usato dei corrispondenti cloruro di acetile e bromuro di acetile, mentre a livello industriale è un importante intermedio nei processi Cativa e Monsanto per la produzione di acido acetico. Lo ioduro di acetile è un intermedio anche per la produzione di anidride acetica a partire dall'acetato di metile.

## Reattività
Lo ioduro di acetile è una sostanza incolore sensibile alla luce e all'umidità. Per contatto con aria o umidità il colore diventa rosso-bruno, dovuto ai prodotti di decomposizione formati. A contatto con l'acqua reagisce formando acido iodidrico e acido acetico:
{\displaystyle {\ce {C2H3IO + H2O -> HI + CH3COOH}}}
Per trattamento con acidi carbossilici lo ioduro di acetile non dà le tipiche reazioni tipiche di alogenuri acilici come il cloruro di acetile. Con la maggior parte degli acidi carbossili si ha uno scambio ioduro/idrossido:
{\displaystyle {\ce {CH3C(O)I + RCOOH -> RC(O)I + CH3COOH}}}

## Tossicità / indicazioni di sicurezza
Il composto è tossico e corrosivo. Reagendo con acqua e umidità produce fumi tossici e corrosivi, che sono fortemente irritanti per gli occhi, la pelle e le mucose. La reazione con acqua genera calore e può aumentare la concentrazione dei fumi. I vapori possono causare edema polmonare. Non sono stati effettuati studi su effetti cancerogeni.